# Cantón de Saint-Mathieu
El cantón de Saint-Mathieu era una división administrativa francesa, que estaba situada en el departamento de Alto Vienne y la región de Limusín.

## Composición
El cantón estaba formado por seis comunas:
- La Chapelle-Montbrandeix
- Dournazac
- Maisonnais-sur-Tardoire
- Marval
- Pensol
- Saint-Mathieu

## Supresión del cantón de Saint-Mathieu
En aplicación del Decreto nº 2014-194 de 20 de febrero de 2014, el cantón de Saint-Mathieu fue suprimido el 22 de marzo de 2015 y sus 6 comunas pasaron a formar parte del nuevo cantón de Rochechouart.